# Tony Rodian
Tony Rodian (* 13. November 1931 in Frederiksberg; † 19. April 1995 ebenda) war ein dänischer Schauspieler, Kabarettist und Radiomoderator.

## Leben und Wirken
Tony Rodian war der Sohn des Regisseurs Alfred Rodian (31.12.1895–24.11.1936) und Viola Aistrup (1911–1997). Nach dem frühen Tod des Vaters heiratete seine Mutter den Großhändler Bernhard Hertz (1908–2002), der jüdischer Abstammung war. Aus dieser Ehe stammen seine beiden Schwestern Lone Hertz und Helle Hertz, die ebenfalls in der Filmbranche aktiv waren.
Tony Rodian besuchte zunächst die Schauspielschule. Im Jahr 1949 hatte er als Darsteller am Theater sein Bühnendebüt. Danach trat er auf der Bühne in zahlreichen Theaterstücken, Kabarett-Programmen und Varieté-Shows auf, darunter auch am Königlichen Theater Kopenhagen oder am Folketeatret. Als Schauspieler vor der Kamera trat Rodian auch in mehreren Filmen und Fernsehserien auf, wo er zumeist in Nebenrollen besetzt war. Rodian moderierte über viele Jahre hinweg bei Danmarks Radio eine Sendung, die sich in ganz Dänemark großer Beliebtheit erfreute.
Am 23. Dezember 1960 heiratete Rodian die Schauspielerin Sigrid Horne-Rasmussen. Die Ehe blieb kinderlos und einige Jahre später erfolgte die Scheidung.
Tony Rodian starb am 19. April 1995 im Alter von 63 Jahren in Frederiksberg, wo er auch beigesetzt wurde. In seinen letzten Lebensjahren hatte Rodian mit Depressionen und Alkoholproblemen zu kämpfen, was der Öffentlichkeit gegenüber allerdings erst mehrere Jahre nach seinem Tod bekannt wurde.

## Filmografie
- 1954: Sukceskomponisten
- 1967: Mig og min lillebror
- 1976: Den korte sommer
- 1976: I løvens tegn